# チャールズ・ゴーリング (第2代ノリッジ伯爵)
第2代ノリッジ伯爵チャールズ・ゴーリング（Charles Goring, 2nd Earl of Norwich、1624年10月23日洗礼 – 1671年3月3日）は、イングランド貴族。1657年から1663年までゴーリング卿の儀礼称号を使用した。

## 生涯
サー・ジョージ・ゴーリング（のちの初代ノリッジ伯爵）と妻メアリー（1648年7月15日埋葬、第8代バーガヴェニー男爵エドワード・ネヴィルの娘）の次男として生まれ、1624年10月23日にウェストミンスター寺院のセント・マーガレット教会で洗礼を受けた。1636年9月19日、ケンブリッジ大学ジーザス・カレッジに入学した。
イングランド内戦に王党派の一員として参戦し、1644年7月2日のマーストン・ムーアの戦いで捕虜になり、8月にロンドン塔に投獄された。1644年10月27日の第二次ニューベリーの戦いと1645年7月10日のラングポートの戦いにも参戦し、後者では1個騎兵連隊を指揮した。
兄ジョージが1657年に死去したため、1663年1月6日に父が死去すると、ノリッジ伯爵位を継承した。
1671年3月3日に死去、7日にレイトンの教区教会に埋葬された。後継者がおらず、爵位はすべて廃絶した。

## 家族
1659年1月7日までにアリス・ベイカー（Alice Baker、1680年7月23日埋葬、ロバート・レマンの娘、トマス・ベイカーの未亡人）と結婚したが、2人の間に子供はいなかった。